# Lihme Kirke
Lihme Kirke er en kirke i Lihme Sogn i det tidligere Rødding Herred, Viborg Amt, nu Skive Kommune. Kirken omtales i 1176 som viet til Sankt Vincent. Apsis, kor og skib, samt underdelen til et meget tidligt tårn er opført i romansk tid af små marksten nærmest indstøbt i mørtel. Skråkantsoklen er nu næsten dækket af jord, ved hjørner og omkring muråbninger er brugt tilhugne granitkvadre. Den romanske kirke er opført i tre omgange, noget kunne tyde på, at skibet er ældst, dets mure er opført i små marksten, der visse steder er lagt i sildebensmønster (opus spicatum) kvadersten er kun brugt til skråkantsokkel og hjørner, på nordsiden ses to rundbuede vinduer. Begge de rundbuede døre er bevaret, norddøren i tilmuret tilstand, over stikkets kraftige rundstav har den prydskifte af vekslende rundstavsstumper og hulstave, der kendes i engelsk-normannisk stil (den såkaldte roll-billets).
Kor og apsis er opført af uregelmæssige granitkvadre med mange spring i skiftegangen. Apsis prydes af to halvsøjler, over korets hjørner ved apsis ses to fremspringende kvadre med dyrefigurer, disse kan tolkes som levn fra trækirkearkitekturen. I korets sydmur ses en præstedør med ejendommelig profileret karmsten, på et tidspunkt har der været forbindelse fra denne dør til et nærliggende kloster gennem en gang. Tårnets underdel stammer fra et tidligt romansk tårn, der er prydet med en bueslagsfrise med konsolsten udformede som hoveder, frisen fortsætter på skibets mure. Tårnets overdel samt våbenhus er opført af munkesten i sengotisk tid. Tårnets blændingsdekoration mod nord er af den nordvestjyske type.
Apsis har bevaret sit halvkuppelhvælv. Skibet har bjælkeloft, korbuen er oprindelig, koret fik indbygget hvælv i sengotisk tid. Tårnfaget har haft herremandspulpitur, som nu er nedrevet, to vinduer mod vest har givet lys til pulpituret. Altertavlen er fra omkring 1600. Prædikestolen er et renæssancearbejde med malede allegorier fra 1700-tallet. Altertavle og prædikestol bærer adelsvåben, i prædikestolens felter ses pietistiske allegorimalerier. På de øverste stolegavle er malet årstallet 1642 og våben for Niels Krag og Jytte Høegs forældre. På tårnbuens nordpille ses en kalkmalet Sankt Peter med nøgle. I 1963 afdækkede E. Lind nogle kalkmalerier i skibet, de fleste blev atter overkalket, en toprosset er det eneste bevarede af en skabelseshistorie.
På siden er der gravsten og epitafier kan man se anetavler for Niels Krag og Jytte Høeg.
I 1918 afdækkede man udsmykningen i korhvælvets kapper. Her ses komplicerede flettekors med kroner og klokker samt fantasifulde ansigter og våbenskjolde for Viborgs sidste biskopper Erik Kaas og Niels Friis. Mellem flettekorsene ses dateringen 1507. Kapperne har tekst, som er svært læselig. Vestkappe: DIVINA PRECEPTA DATA (:den guddommelige forudbestemmelse). Nordkappe: CRUX MILIT JUSTICIE (:Korset er retfærdighedens forkæmper). Sydkappe: JUSTICIA (:retfærdighed).
De mange flettekors og fletornamenter kan minde om normanniske udsmykninger fra England samt tidlige keltiske bogillustrationer, men formodentlig stammer disse udsmykninger fra samme tid som narrehovedet. De har kroner, biskophoveder og klokker og kan formodentlig kædes sammen med kirkelige festdage. De kronede kors symboliserer formodentlig festdage for Maria. I Kloster Wienhausen nær Celle i Tyskland fandt man i 1953 flettearbejder i snor og strå, som nonnerne havde tabt bag korstolene i middelalderen. Muligvis har nonner ved klostre i Nordjylland også lavet flettearbejder, som har inspireret til korudsmykningen i Lihme kirke. Flettekors kendes også fra bl.a. Træskomalerens udsmykning i Gudme Kirke.
I østkappen ses et narrehoved omkring et klokkerebshul. Under hovedet står årstallet 1513. Narrehoveder omkring klokkerebshuller ses også i Bregninge kirke på Ærø og i Jungshoved kirke, begge er dateret med årstallet 1513. Den dybere mening med disse narrehoveder kendes ikke, men klokkerebshullet har forbindelse med nadvermiraklet, idet man ringede med den lille messeklokke over korhvælvet, når præsten hævede kalk og oblat.
På kummen af den romanske døbefont af granit ses dragekamp og hjortejagt i ypperlig komposition, en mand med skjold og sværd kæmper mod en drage med flot svungen hale, en rytter med hund forfølger en hjort, desuden ses dyr ved livets træ samt to mænd i et hus, disse kan tolkes som Legenden om Seth, der bringer en kvist fra Livets træ til Adam. Motivet med krigerens kamp mod dragen er afbildet på den danske 500-kroneseddel.

## Eksterne kilderog henvisninger
- Wikimedia Commons har flere filer relateret til Lihme Kirke
- Lihme Kirke Arkiveret 31. januar 2011 hos  Wayback Machine på nordenskirker.dk
- Lihme Kirke på KortTilKirken.dk